# Thủ lĩnh chính trị

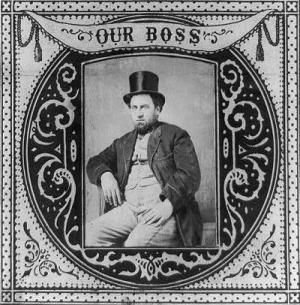
Nhãn thuốc lá năm 1869 có hình Boss Tweed

Trong chính trị, một ông chủ hay thủ lĩnh là người kiểm soát một phe hoặc chi nhánh địa phương của một đảng chính trị. Họ không nhất thiết phải đương chức; hầu hết các ông chủ lịch sử đã không, ít nhất là trong thời gian ảnh hưởng lớn nhất của họ. Vô số nhân viên văn phòng trong đơn vị đó là cấp dưới của ông chủ duy nhất trong các công việc tiệc tùng. Mỗi bên trong cùng một phường hoặc thành phố có thể có ông chủ riêng; đó là ông chủ đảng Cộng hòa phường 7 kiểm soát chính trị Cộng hòa, còn ông chủ đảng Dân chủ kiểm soát đảng Dân chủ ở đó. Các ông chủ có thể dựa vào sự ủng hộ của nhiều cử tri, thường là các khối bỏ phiếu có tổ chức và quản lý một liên minh của các khối này và các bên liên quan khác. Khi nhóm chiến thắng, họ thường kiểm soát các cuộc hẹn trong đơn vị của mình và có tiếng nói ở cấp cao hơn. Các nhà cải cách thường cho rằng các ông chủ chính trị đều tham nhũng. Tham nhũng này thường được gắn liền với sự bảo trợ; trao đổi công việc, hợp đồng béo bở và các ưu đãi chính trị khác để bỏ phiếu, đóng góp chiến dịch và đôi khi hối lộ toàn bộ.

## Lịch sử
Sự xuất hiện của các thủ lĩnh/ông chủ đã phổ biến từ thời Cộng hòa La Mã, và vẫn còn khá phổ biến hoặc có thể phổ biến rộng rãi ngày nay. Ở Châu Mỹ Tây Ban Nha, Brazil, Tây Ban Nha và Bồ Đào Nha, các ông chủ chính trị được gọi là caciques nắm giữ quyền lực ở nhiều nơi; trong khi ở Ý, chúng thường được gọi là ras. Các ông chủ là một phần chính của bối cảnh chính trị trong suốt thế kỷ 19 và đầu thế kỷ 20 tại Hoa Kỳ, như bộ máy chính trị của Tammany Hall, nơi kiểm soát tài chính cho các chiến dịch và ảnh hưởng thông qua việc ủng hộ các sắp xếp ghế chính trị công khai.